# Arvanitski jezik
Arvanitika albanski (Arvanitic, Arberichte; arvanitski; ISO 639-3: aat), jedan od četiri predstavnika albanskog makrojezika (albanski jezici), kojim govore Albanci Arvaniti na području Grčke. 
Govori se u nekih 300 sela na Atici, Beotiji, južnoj Eubeji, otoku Salamina, Trakiji, poluotoku Peloponezu, i znatan dio u Ateni gdje su grecizirani. Mlađi ljudi koji su migrirali u Atenu danas se izjašnjavaju kao Grci i govore grčki.
Arvanitika pripada toskijskoj podskupini albanskih jezika, koja još obuhvaća arbereški i toskijski, indoeuropaska porodica1; 50 000 govornika (2000)

## Vanjske poveznice
- Ethnologue (14th)
- Ethnologue (15th)
- The Albanian, Arvanitika Language